# Stamnodes blackmorei
Stamnodes blackmorei là một loài bướm đêm trong họ Geometridae.